# Infomer
Infomer (ou InfoMer) est une filiale du groupe SIPA - Ouest-France, créée le 1er janvier 1990,  spécialisée dans la presse maritime en France.

## Présentation
Infomer regroupe les activités et les titres de presse suivants :
- publication de journaux et magazines : Le Marin[3], Chasse-Marée[3], Cultures Marines[3], Produits de la mer[3] et les revues liées à Marines éditions : Marines et forces navales[3], Navires et marine marchande[3], Marines magazine,
- édition de livres spécialisés : Marines éditions ;
- organisation des Assises de l'économie de la mer (en partenariat avec le journal Les Échos).

## Historique
Infomer fait l'acquisition en 2013, auprès du groupe Glénat, de la société des Éditions Chasse-Marée, éditrice de la revue du même nom.